# Klaus Fischer
Klaus Fischer (Kreuzstraßl, 1949. december 27. –) világbajnoki ezüstérmes nyugatnémet válogatott német labdarúgó, csatár, edző.

## Pályafutása

### Klubcsapatban
Az SC Kreuzstraßl csapatában kezdte a labdarúgást, majd SC Zwiesel korosztályos csapatában folytatta. 1968 szerződött a TSV 1860 München együtteséhez. 1970-ben a Schalke 04 játékosa lett. 1971. tavaszán bundabotrányba keveredett több csapattársával.  Először örökre eltiltották a játéktól, de később ezt egy évre csökkentették az eltiltást. 1972-ben nyugatnémet kupát nyert a Schalkéval. Az 1975–76-os idényben a Bundesliga gólkirálya lett 29 góllal. 1981-ben az 1. FC Kölnhez igazolt, ahol 1983-ban nyugatnémet kupát nyert az együttessel. Utolsó klubja 1984 és 1988 között a VfL Bochum volt. Összesen 535 élvonalbeli Bundesliga mérkőzésen szerepelt és 268 gólt szerzett. Ezzel az örökgóllövő listán Gerd Müller mögött a második helyen áll. A Schalke 04 színeiben 182 bajnoki gólt ért el, amely máig klubrekord.

### A válogatottban
1977 és 1982 között 45 alkalommal szerepelt a nyugatnémet válogatottban és 32 gólt szerzett. Tagja volt az 1982-es világbajnoki ezüstérmes csapatnak Spanyolországban. 1971-ben kétszer szerepelt az U21-es válogatottban és két gólt ért el.

### Edzőként
1988-as visszavonulása után utolsó klubjánál, a VfL Bochumnál tevékenykedett segédedzőként egy idényen keresztül. 1989 és 1995 között a Schalke 04 csapatánál edző. Az első három idényben segédedző volt az első csapatnál, az utolsó három szezonban a második csapat szakmai munkáját irányította. Közben két alkalommal, 1990-ben és 1992-ben az első csapat ideiglenes vezetőedzője volt egy rövid ideig. Jelenleg saját labdarúgóiskolát működtet.

## Sikerei, díjai
NSZK
- Világbajnokság
  - ezüstérmes: 1982, Spanyolország

 FC Schalke 04
- Nyugatnémet bajnokság (Bundesliga)
  - 2.: 1971–72, 1976–77
  - gólkirály: 1975–76 (29 gól)
- Nyugatnémet kupa (DFB-Pokal)
  - győztes: 1972

 1. FC Köln
- Nyugatnémet bajnokság (Bundesliga)
  - 2.: 1981–82
- Nyugatnémet kupa (DFB-Pokal)
  - győztes: 1983

 VfL Bochum
- Nyugatnémet kupa (DFB-Pokal)
  - döntős: 1988